# Gundi de Speke
El gundi de Speke (Pectinator spekei) és una espècie de mamífer rosegador de la família dels ctenodactílids. Viu a Djibuti, Eritrea, Etiòpia i Somàlia. El seu hàbitat natural són les zones rocoses desèrtiques i semidesèrtiques, on busca refugi a les esquerdes i fissures. De vegades s'associa amb damans. És una espècie en risc mínim, és a dir, no sembla que hi hagi cap amenaça significativa per a la seva supervivència.